# Tricyrtis suzukii
Tricyrtis suzukii är en liljeväxtart som beskrevs av Genkei Masamune. Tricyrtis suzukii ingår i släktet skuggliljor, och familjen liljeväxter. Inga underarter finns listade.